# Podocotyle abitionis
Podocotyle abitionis är en plattmaskart. Podocotyle abitionis ingår i släktet Podocotyle och familjen Opecoelidae. Inga underarter finns listade i Catalogue of Life.